# 川越警察署
川越警察署（かわごえけいさつしょ）は、埼玉県川越市にある、埼玉県警察が管轄する警察署。県内有数の大規模警察署で、署長の階級は警視正。県西部を管轄する第2方面本部が置かれている。署舎内に西部機動センターを併設している。

## 管轄
- 川越市

## 所在地
- 川越市大字大仙波410番地1

## 交番・派遣所
- 神明町交番

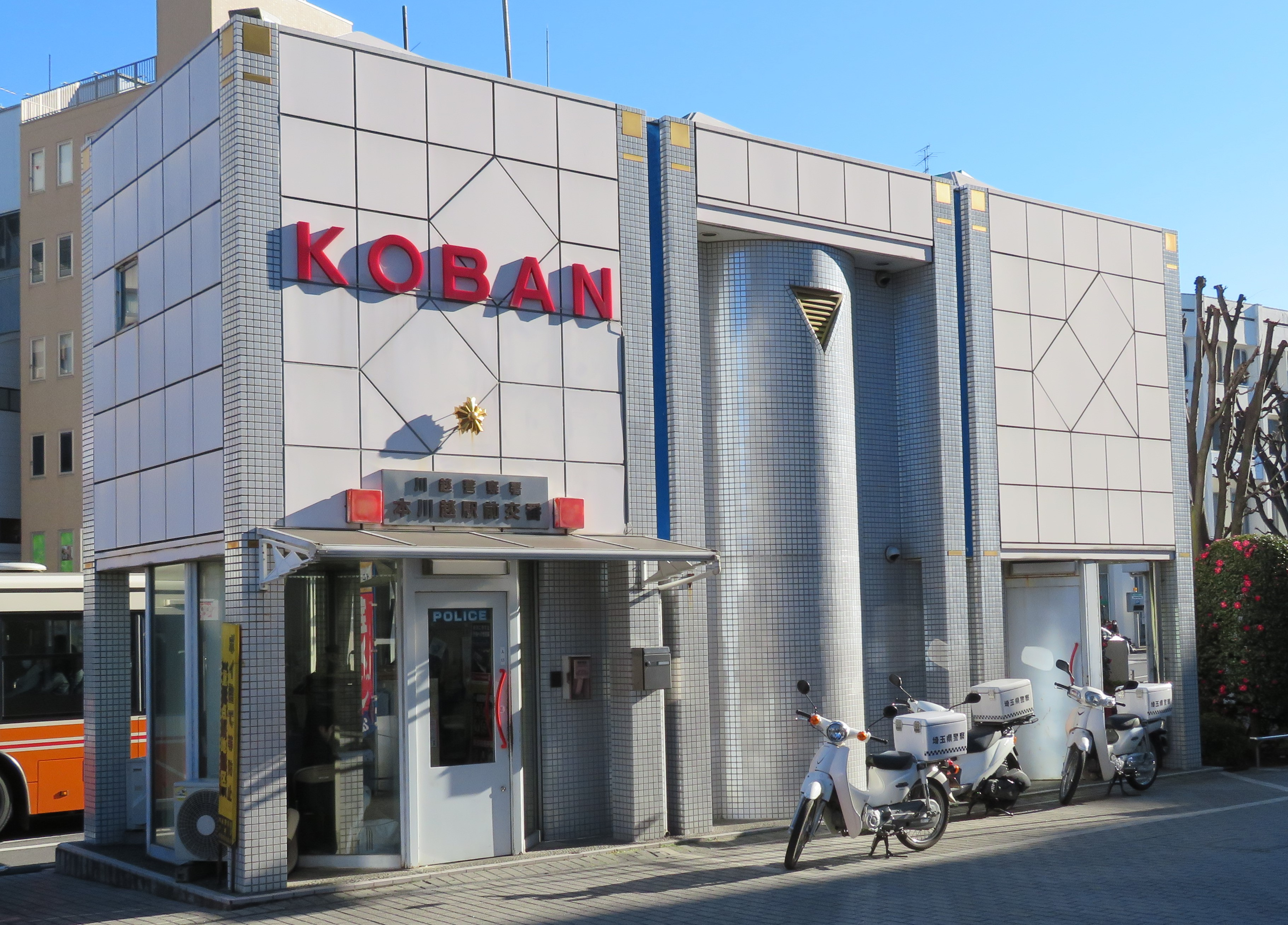
本川越駅前交番
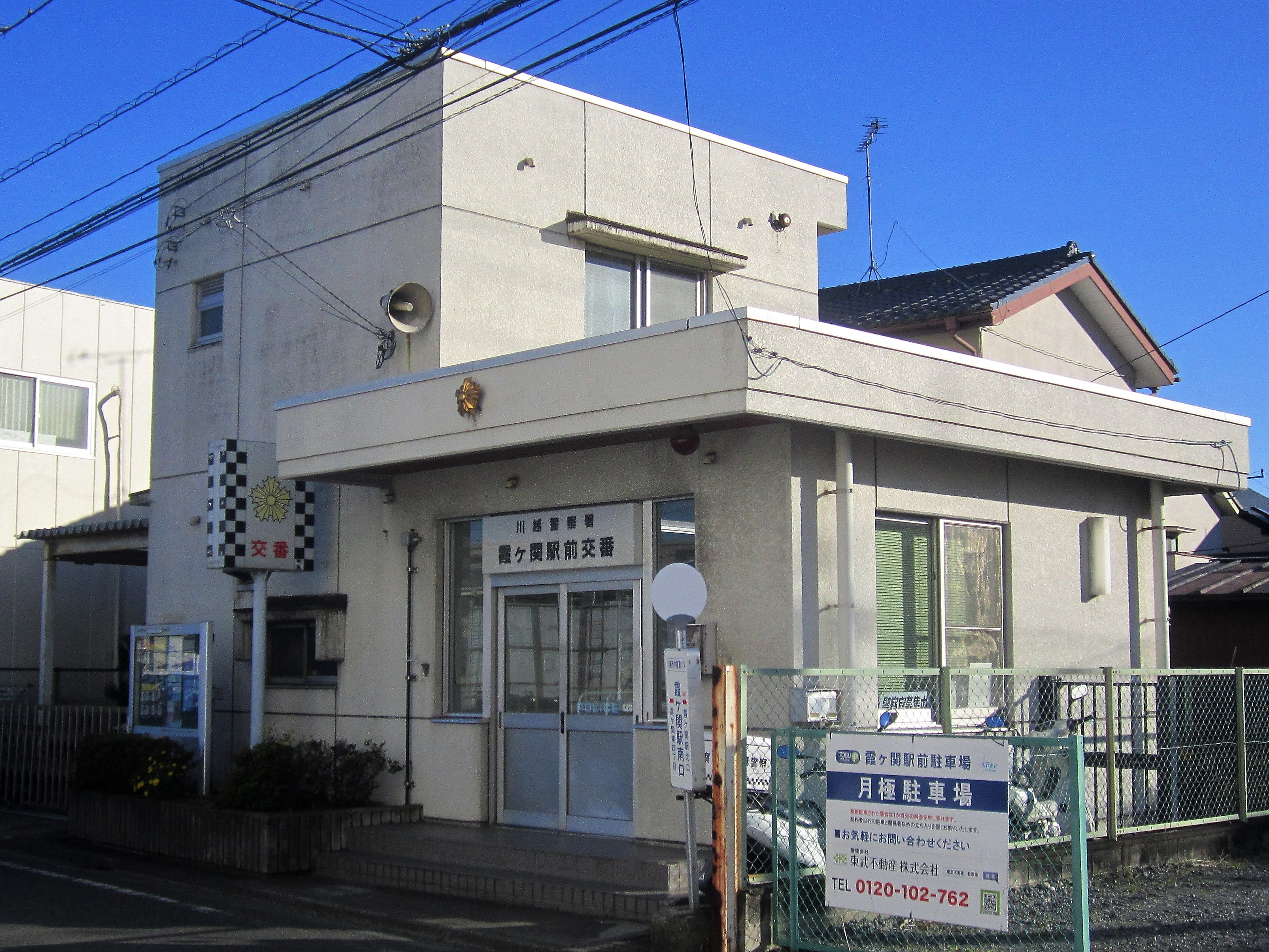
川越駅前交番
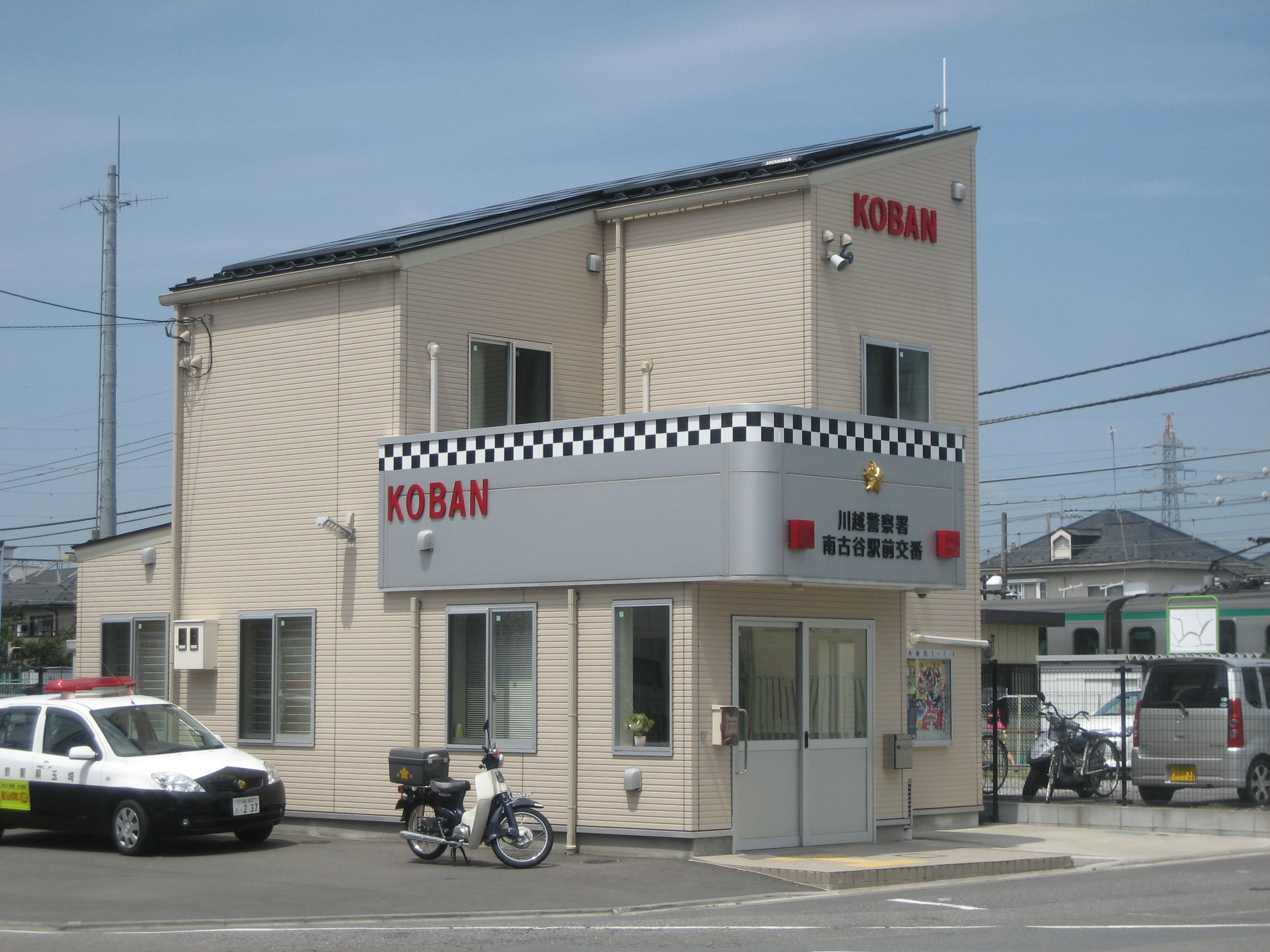
川越市駅前交番
- 霞ヶ関駅前交番
- 南大塚駅前交番
- 新河岸駅前交番
- 南古谷駅前交番
- 笠幡交番
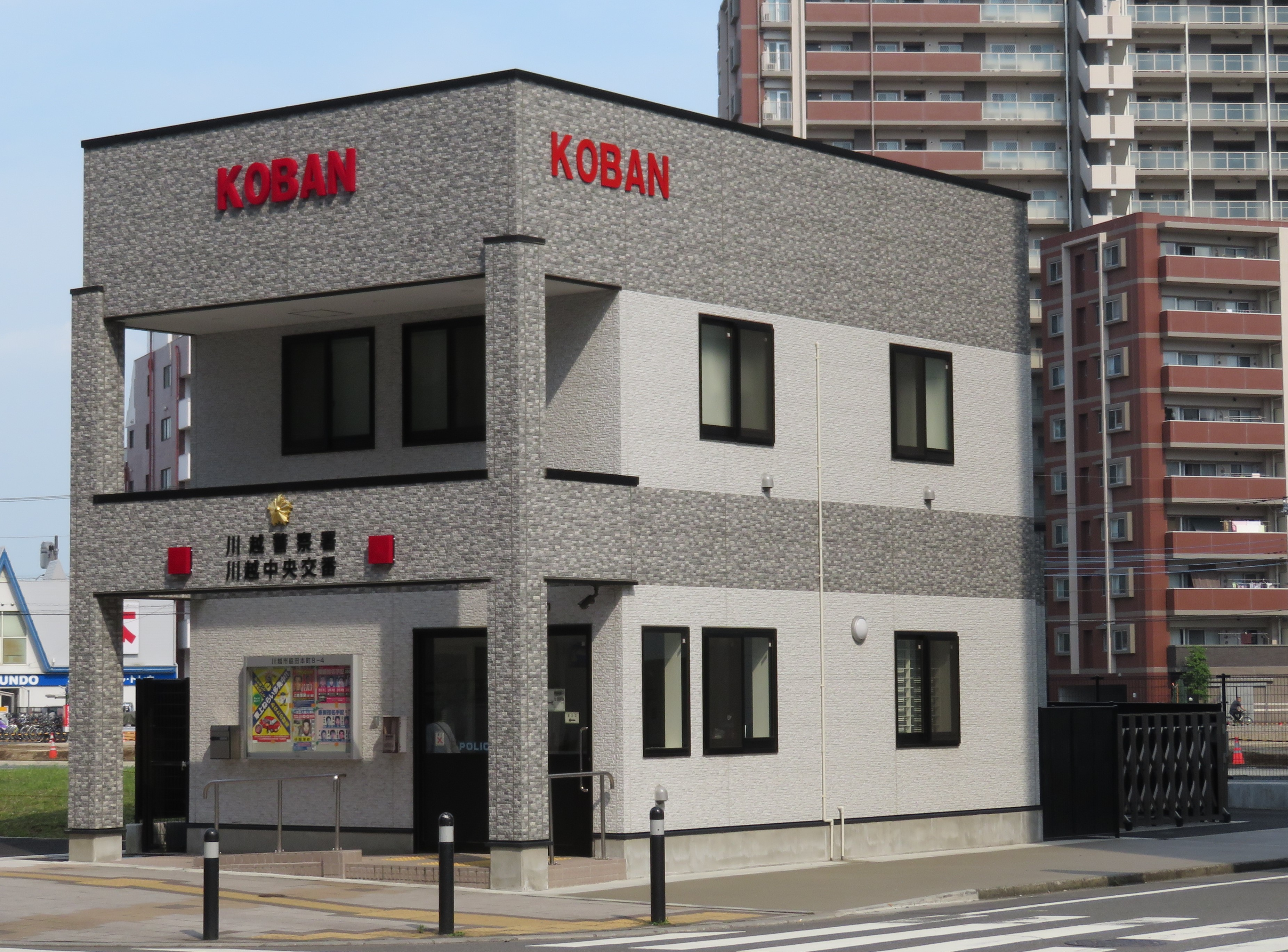
霞ヶ関駅前交番川鶴派遣所
- 名細交番
- 南大塚駅前交番福原派遣所
- 川越中央交番
- 古谷連絡派出所

- 本川越駅前交番
- 霞ヶ関駅前交番
- 南古谷駅前交番
- 川越中央交番

## 駐在所
- 芳野駐在所
- 山田駐在所

## 過去に設置されていた交番・駐在所・派遣所
- 久保町交番（小仙波町周辺地域自主防犯ステーション（愛称：ら（羅）館）に変更）
- 岸町交番（岸町地域自主防犯ステーション（愛称：烏頭坂ステーション）に変更）
- 南古谷駐在所（大字並木270:平成24年4月1日南古谷駅前交番として南古谷駅前に移転する。）
- 古谷交番（大字古谷上4256:南古谷駅前交番古谷派遣所に改称。その後令和3年4月に古谷連絡派出所に変更）
- 川鶴交番(霞ヶ関駅前交番川鶴派遣所に改称)
- 福原交番(南大塚駅前交番福原派遣所に改称)

## 歴史・沿革
- 1948年3月7日：旧警察法の施行に伴い、埼玉県警察部が解体され、自治体警察川越市警察署として開設。
- 1954年7月1日：新警察法施行に伴い、自治体警察、および国家地方警察が廃止。川越市新宿町にて、埼玉県川越警察署として業務開始。
- 1965年：旧庁舎完成。業務開始。
- 1970年6月16日：空巣の通報を受けて出動した巡査が頸動脈付近を刺されて重体[1]。
- 1972年：東入間警察署開設に伴い、富士見市と上福岡市、大井町（いずれも現ふじみ野市）が管轄地域から分離。
- 1998年7月1日：現庁舎完成。新宿町から小仙波に移転。
- 2021年4月1日：管内の交番再編成に伴い、川鶴交番が霞ヶ関駅前交番川鶴派遣所に、福原交番が南大塚駅前交番福原派遣所に、南古谷駅前交番古谷派遣所が古谷連絡派出所に改称する[2]。